# Comté d'Alexander (Caroline du Nord)
Pour les articles homonymes, voir Comté d'Alexander.

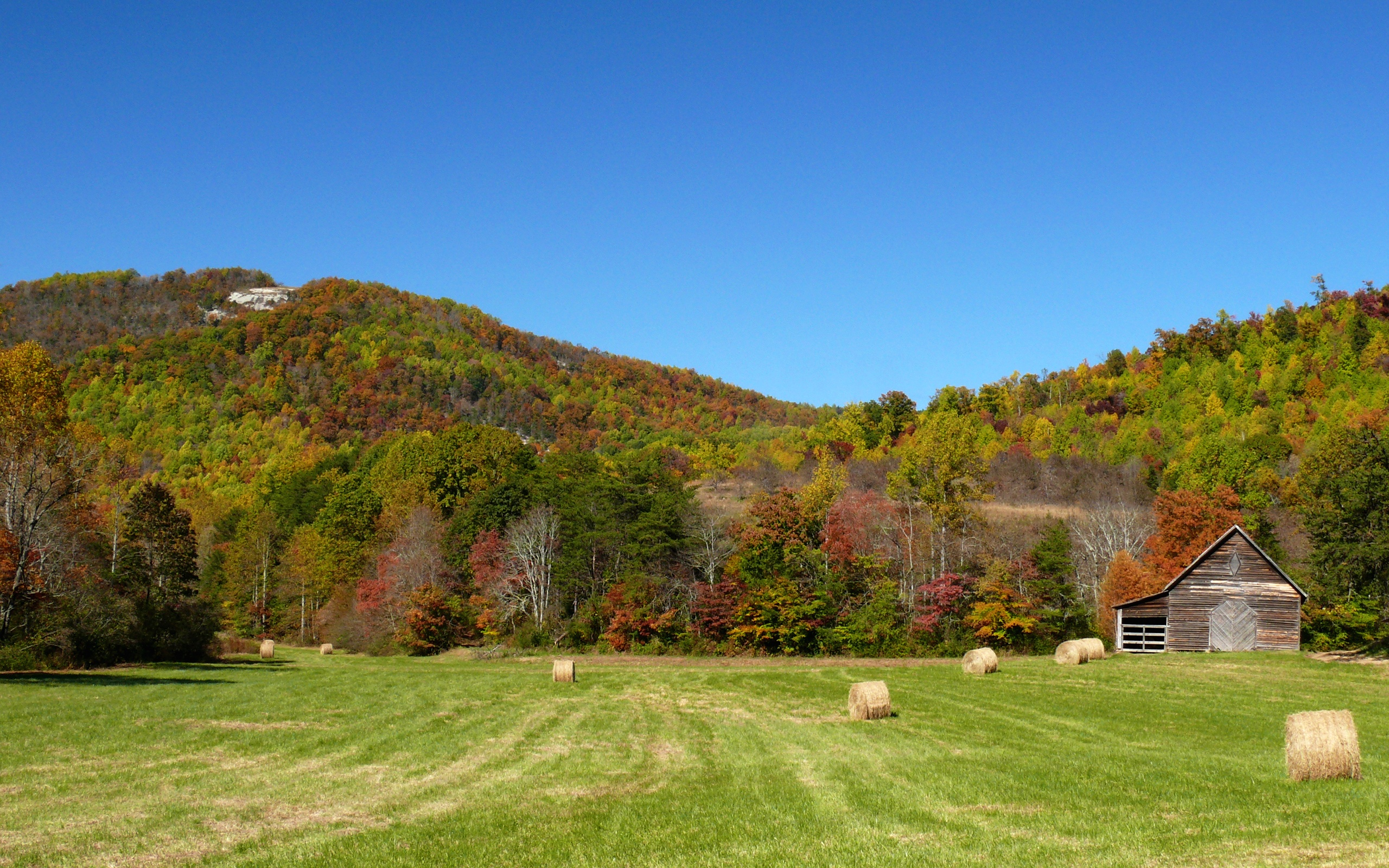
Les Brushy Mountains dans le comté d'Alexander

Le comté d'Alexander est un comté situé dans l'État de Caroline du Nord aux États-Unis. En 2020, la population y était de 36 444 habitants. Le siège du comté est Taylorsville.

## Démographie
| Groupes           | Comté d'Alexander | Caroline du Nord | États-Unis |
| ----------------- | ----------------- | ---------------- | ---------- |
| Blancs            | 89,6              | 68,5             | 72,4       |
| Afro-Américains   | 5,5               | 21,5             | 12,6       |
| Autres            | 2,3               | 4,4              | 6,4        |
| Métis             | 1,4               | 2,2              | 2,7        |
| Asiatiques        | 1,0               | 2,2              | 4,8        |
| Amérindiens       | 0,3               | 1,3              | 0,9        |
| Total             | 100               | 100              | 100        |
|                   |                   |                  |            |
| Latino-Américains | 4,3               | 8,4              | 16,7       |

Selon l'American Community Survey, pour la période 2011-2015, 95,66 % de la population âgée de plus de 5 ans déclare parler anglais à la maison, alors que 3,35 % déclare parler l’espagnol, 0,41 % une langue hmong et 0,57 % une autre langue.
| 1850  | 1860  | 1870  | 1880  | 1890  | 1900   |
| ----- | ----- | ----- | ----- | ----- | ------ |
| 5 220 | 6 022 | 6 868 | 8 355 | 9 430 | 10 960 |

| 1910   | 1920   | 1930   | 1940   | 1950   | 1960   |
| ------ | ------ | ------ | ------ | ------ | ------ |
| 11 592 | 12 212 | 12 922 | 13 454 | 14 554 | 15 625 |

| 1970   | 1980   | 1990   | 2000   | 2010   | - |
| ------ | ------ | ------ | ------ | ------ | - |
| 19 466 | 24 999 | 27 544 | 33 603 | 37 198 | - |

## Communautés

### Townships
Le comté est divisé en 8 townships : Bethelehem, Ellendale, Gwaltney, Little River, Sugar Loaf, Taylorsville, Wittenburg et Stony Point.